# Augustus Taber Murray
Augustus Taber Murray (1866-1940) fue un filólogo clásico y traductor estadounidense y ministro cuáquero. Fue profesor de griego en la Universidad de Stanford durante cuarenta años. 

## Biografía
Murray nació en Manhattan el 29 de octubre de 1866. Se graduó como AB en el Haverford College en 1885 y se doctoró en la Universidad Johns Hopkins (con una disertación sobre Aristófanes) en 1890, antes de emprender estudios adicionales en Leipzig y Berlín. 
Fue profesor de griego sucesivamente en el Earlham College, de 1888 a 1890; en el Colorado College, de 1891 a 1892; y en la Universidad de Stanford, de 1892 a 1932.  Para la naciente Biblioteca Clásica Loeb tradujo la Odisea (2 vols., 1919), la Ilíada (2 vols., 1924) y las Oraciones privadas de Demóstenes (4 vols., 1936-1939). 
Murray era un cuáquero prominente y en 1929 y 1930, tras obtener licencia de Stanford, residió en Washington como pastor del presidente Hoover, su amigo personal. 
Murray murió en Palo Alto, California, el 8 de marzo de 1940. Murray, un deportista talentoso y entusiasta del tenis, fue el padre del campeón de tenis estadounidense Robert Lindley Murray y del atleta olímpico convertido en dibujante Frederick Murray. 